# Bureau de l'Assemblée nationale (France)

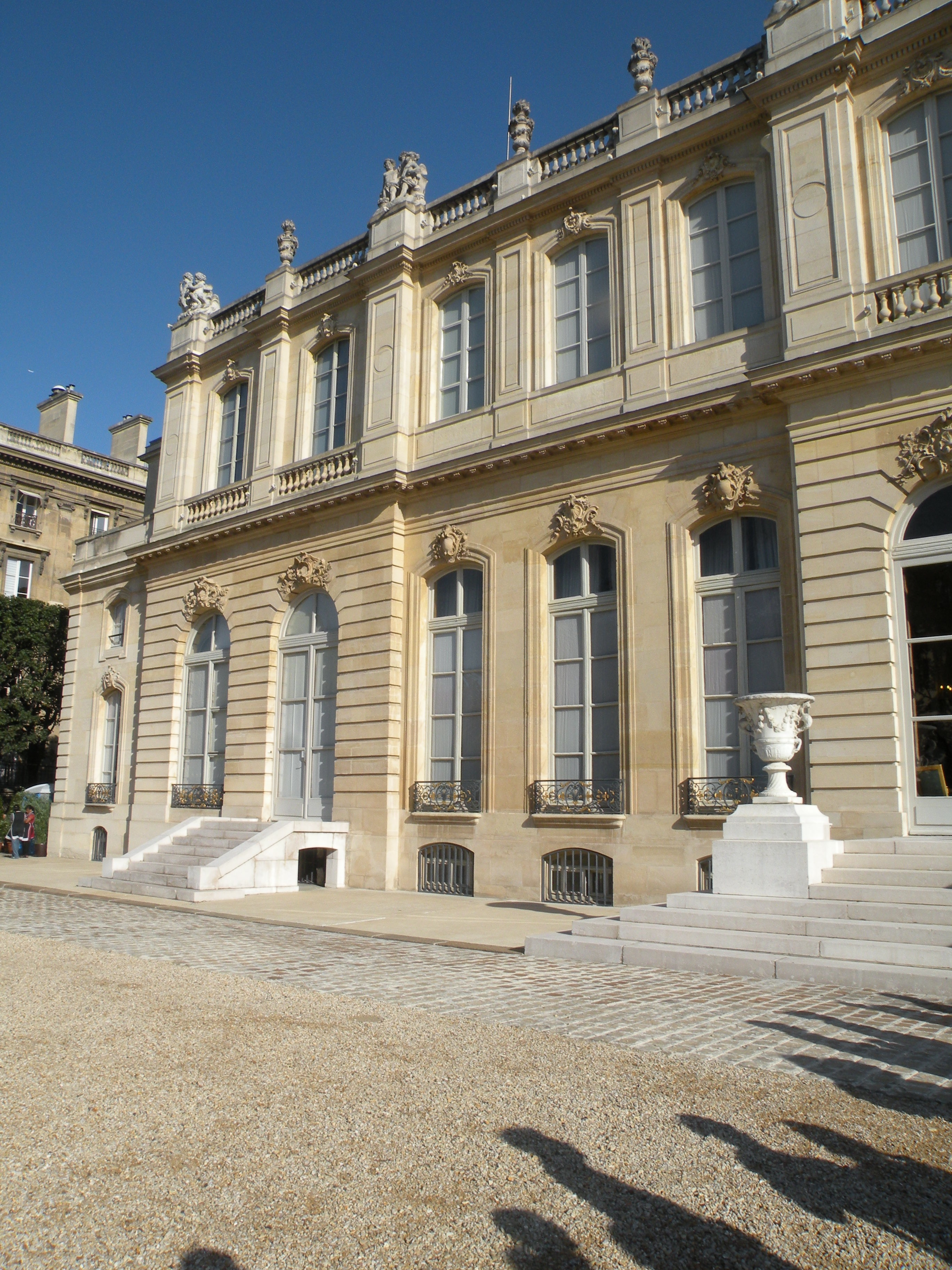
L'hôtel de Lassay.

Le bureau de l'Assemblée nationale est la plus haute autorité collégiale de l'Assemblée nationale française.

## Composition
Hormis pour la première séance présidée par le doyen d’âge assisté des six plus jeunes députés remplissant les fonctions de secrétaires, le Bureau se réunit environ mensuellement en période de session parlementaire et se compose de 22 membres : le président de l'Assemblée nationale, les six vice-présidents, les trois questeurs et les douze secrétaires,.
Pour préparer certaines décisions, des délégations sont constituées au sein du Bureau. En 2018, il en existe six, chacune étant animée par un vice-président. :
- la délégation chargée de la communication et de la presse ;
- la délégation chargée de l’application du statut du député ;
- la délégation chargée des groupes d’études et des représentants d’intérêts ;
- la délégation chargée des groupes d'amitié et des groupes d'études à vocation internationale ;
- la délégation chargée du patrimoine artistique et culturel ;
- la délégation chargée d’examiner la recevabilité financière des propositions de loi.

## Historique

### XVIIelégislature
| Fonction        | Titulaire | Titulaire              | Circonscription                         | Groupe  |
| --------------- | --------- | ---------------------- | --------------------------------------- | ------- |
| Présidente      |           | Yaël Braun-Pivet       | 5e des Yvelines                         | EPR     |
|                 |           |                        |                                         |         |
| Vice-présidents |           | Clémence Guetté        | 4e du Val-de-Marne                      | LFI-NFP |
| Vice-présidents |           | Naïma Moutchou         | 4e du Val-d'Oise                        | HOR     |
| Vice-présidents |           | Nadège Abomangoli      | 10e de la Seine-Saint-Denis             | LFI-NFP |
| Vice-présidents |           | Xavier Breton          | 1re de l'Ain                            | DR      |
| Vice-présidents |           | Roland Lescure         | 1re des Français établis hors de France | EPR     |
| Vice-présidents |           | Jérémie Iordanoff      | 5e de l'Isère                           | EcoS    |
|                 |           |                        |                                         |         |
| Questeurs       |           | Christine Pirès-Beaune | 2e du Puy-de-Dôme                       | SOC     |
| Questeurs       |           | Brigitte Klinkert      | 1re du Haut-Rhin                        | EPR     |
| Questeurs       |           | Michèle Tabarot        | 9e des Alpes-Maritimes                  | DR      |
|                 |           |                        |                                         |         |
| Secrétaires     |           | Stéphane Peu           | 2e de la Seine-Saint-Denis              | GDR     |
| Secrétaires     |           | Sébastien Peytavie     | 4e de Dordogne                          | EcoS    |
| Secrétaires     |           | Laurent Panifous       | 2e de l'Ariège                          | LIOT    |
| Secrétaires     |           | Christophe Naegelen    | 3e des Vosges                           | LIOT    |
| Secrétaires     |           | Iñaki Echaniz          | 4e des Pyrénées-Atlantiques             | SOC     |
| Secrétaires     |           | Sabrina Sebaihi        | 4e des Hauts-de-Seine                   | EcoS    |
| Secrétaires     |           | Éva Sas                | 8e de Paris                             | EcoS    |
| Secrétaires     |           | Gabriel Amard          | 6e du Rhône                             | LFI-NFP |
| Secrétaires     |           | Mereana Reid Arbelot   | 3e de la Polynésie française            | GDR     |
| Secrétaires     |           | Sophie Pantel          | Lozère                                  | SOC     |
| Secrétaires     |           | Farida Amrani          | 1re de l'Essonne                        | LFI-NFP |
| Secrétaires     |           | Lise Magnier           | 4e de la Marne                          | HOR     |

| Fonction        | Titulaire | Titulaire      | Circonscription | Groupe | Dates                             | Raison                                                        |
| --------------- | --------- | -------------- | --------------- | ------ | --------------------------------- | ------------------------------------------------------------- |
| Vice-présidente |           | Annie Genevard | 5e du Doubs     | DR     | 19 juillet 2024 – 21 octobre 2024 | Nomination au gouvernement Barnier et au gouvernement Bayrou. |

Composition du Bureau au 19 juillet 2024
Composition du Bureau au 22 octobre 2024

### XVIelégislature
| Fonction        | Titulaire | Titulaire                 | Circonscription            | Groupe    |
| --------------- | --------- | ------------------------- | -------------------------- | --------- |
| Présidente      |           | Yaël Braun-Pivet          | 5e des Yvelines            | RE        |
|                 |           |                           |                            |           |
| Vice-présidents |           | Valérie Rabault           | 1re de Tarn-et-Garonne     | SOC       |
| Vice-présidents |           | Élodie Jacquier-Laforge   | 9e de l'Isère              | DEM       |
| Vice-présidents |           | Naïma Moutchou            | 4e du Val-d'Oise           | HOR       |
| Vice-présidents |           | Caroline Fiat             | 6e de Meurthe-et-Moselle   | LFI-NUPES |
| Vice-présidents |           | Sébastien Chenu           | 19e du Nord                | RN        |
| Vice-présidents |           | Hélène Laporte            | 2e de Lot-et-Garonne       | RN        |
|                 |           |                           |                            |           |
| Questeurs       |           | Éric Woerth               | 4e de l'Oise               | RE        |
| Questeurs       |           | Éric Ciotti               | 1re des Alpes-Maritimes    | LR        |
| Questeurs       |           | Brigitte Klinkert         | 1re du Haut-Rhin           | RE        |
|                 |           |                           |                            |           |
| Secrétaires     |           | Christophe Blanchet       | 4e du Calvados             | DEM       |
| Secrétaires     |           | Soumya Bourouaha          | 4e de la Seine-Saint-Denis | GDR-NUPES |
| Secrétaires     |           | Claire Colomb-Pitollat    | 2e des Bouches-du-Rhône    | RE        |
| Secrétaires     |           | Caroline Janvier          | 2e du Loiret               | RE        |
| Secrétaires     |           | Lise Magnier              | 4e de la Marne             | HOR       |
| Secrétaires     |           | Maxime Minot              | 7e de l'Oise               | LR        |
| Secrétaires     |           | Pierre Morel-À-L'Huissier | Lozère                     | LIOT      |
| Secrétaires     |           | Danièle Obono             | 17e de Paris               | LFI-NUPES |
| Secrétaires     |           | Rémy Rebeyrotte           | 3e de Saône-et-Loire       | RE        |
| Secrétaires     |           | Sabrina Sebaihi           | 4e des Hauts-de-Seine      | ECO       |
| Secrétaires     |           | Jean Terlier              | 3e du Tarn                 | RE        |
| Secrétaires     |           | Laurence Vichnievsky      | 3e du Puy-de-Dôme          | DEM       |

#### Anciens membres
| Fonction    | Titulaire | Titulaire                                      | Circonscription                         | Groupe    |
| ----------- | --------- | ---------------------------------------------- | --------------------------------------- | --------- |
| Questeurs   |           | Marie Guévenoux jusqu'en février 2024          | Neuvième circonscription de l'Essonne   | RE        |
| Secrétaires |           | Philippe Gosselin jusqu'en octobre 2023        | Première circonscription de la Manche   | LR        |
| Secrétaires |           | Yannick Favennec-Bécot jusqu'en octobre 2023   | Troisième circonscription de la Mayenne | HOR       |
| Secrétaires |           | Hubert Julien-Laferrière jusqu'en octobre 2023 | Deuxième circonscription du Rhône       | ECO-NUPES |

|                                      |
| Composition du Bureau au 9 juin 2024 |

### XVelégislature
|                                                |
| Dernière composition du Bureau au 21 juin 2022 |

### XIVelégislature
| Fonction                                                                                        | Titulaire | Titulaire                | Circonscription             | Groupe   |
| ----------------------------------------------------------------------------------------------- | --------- | ------------------------ | --------------------------- | -------- |
| Président                                                                                       |           | Claude Bartolone         | 9e de la Seine-Saint-Denis  | SER      |
|                                                                                                 |           |                          |                             |          |
| Première vice-présidente chargée des relations internationales                                  |           | Laurence Dumont          | 2e du Calvados              | SER      |
| Deuxième vice-président chargé des représentants d'intérêt et des groupes d'étude               |           | David Habib              | 3e des Pyrénées-Atlantiques | SER      |
| Troisième vice-président chargé de la communication et de la presse                             |           | François de Rugy         | 1re de la Loire-Atlantique  | SER      |
| Quatrième vice-présidente chargée du patrimoine artistique et culturel de l'Assemblée nationale |           | Sandrine Mazetier        | 8e de Paris                 | SER      |
| Cinquième vice-présidente chargée de l'application du statut de député                          |           | Catherine Vautrin        | 2e de la Marne              | LR       |
| Sixième vice-président chargé de la recevabilité des propositions de loi                        |           | Marc Le Fur              | 3e des Côtes-d'Armor        | LR       |
|                                                                                                 |           |                          |                             |          |
| Première questeure                                                                              |           | Marie-Françoise Clergeau | 2e de la Loire-Atlantique   | SER      |
| Deuxième questeur                                                                               |           | Jean Launay              | 2e du Lot                   | SER      |
| Troisième questeur                                                                              |           | Philippe Briand          | 5e d'Indre-et-Loire         | LR       |
|                                                                                                 |           |                          |                             |          |
| Secrétaires                                                                                     |           | Gérard Charasse          | 3e de l'Allier              | RRDP     |
| Secrétaires                                                                                     |           | Dino Cinieri             | 4e de la Loire              | LR       |
| Secrétaires                                                                                     |           | Marc Dolez               | 17e du Nord                 | GDR      |
| Secrétaires                                                                                     |           | Paul Giacobbi            | 2e de la Haute-Corse        | RRDP     |
| Secrétaires                                                                                     |           | Pascale Got              | 5e de la Gironde            | SER      |
| Secrétaires                                                                                     |           | Arlette Grosskost        | 5e du Haut-Rhin             | LR       |
| Secrétaires                                                                                     |           | Jean-Luc Laurent         | 10e du Val-de-Marne         | App. SER |
| Secrétaires                                                                                     |           | Annie Genevard           | 5e du Doubs                 | LR       |
| Secrétaires                                                                                     |           | Bernard Perrut           | 9e du Rhône                 | LR       |
| Secrétaires                                                                                     |           | Bérengère Poletti        | 1re des Ardennes            | LR       |
| Secrétaires                                                                                     |           | Francis Hillmeyer        | 6e du Haut-Rhin             | UDI      |
| Secrétaires                                                                                     |           | Gabriel Serville         | 1re de la Guyane            | GDR      |

| Fonction                                                                          | Titulaire | Titulaire          | Circonscription      | Groupe | Dates                           |
| --------------------------------------------------------------------------------- | --------- | ------------------ | -------------------- | ------ | ------------------------------- |
| Deuxième vice-président chargé des représentants d'intérêt et des groupes d'étude |           | Christophe Sirugue | 5e de Saône-et-Loire | SRC    | 27 juin 2012 – 31 décembre 2014 |
| Troisième vice-président chargé de la communication et de la presse               |           | Denis Baupin       | 10e de Paris         | ÉCOLO  | 27 juin 2012 – 9 mai 2016       |
| Premier questeur                                                                  |           | Bernard Roman      | 1re du Nord          | SER    | 27 juin 2012 – 21 juillet 2016  |

Composition du bureau au début de la législature lors de son élection initiale.
Composition du bureau après la création du groupe R-UMP.
Composition du Bureau après la dissolution du groupe écologiste jusqu'à la fin de la mandature.

### VIIIelégislature
| Fonction        | Titulaire | Titulaire               | Circonscription  | Groupe |
| --------------- | --------- | ----------------------- | ---------------- | ------ |
| Président       |           | Jacques Chaban-Delmas   | Gironde          | RPR    |
| Vice-présidents |           | Charles Millon          | Ain              | UDF    |
| Vice-présidents |           | Claude Labbé            | Hauts-de-Seine   | RPR    |
| Vice-présidents |           | Philippe Mestre         | Vendée           | UDF    |
| Vice-présidents |           | André Billardon         | Saône-et-Loire   | SOC    |
| Vice-présidents |           | Claude Évin             | Loire-Atlantique | SOC    |
| Vice-présidents |           | Jean-Pierre Michel      | Haute-Saône      | SOC    |
| Questeurs       |           | Roger Corrèze           | Loir-et-Cher     | RPR    |
| Questeurs       |           | Christian Laurissergues | Lot-et-Garonne   | SOC    |
| Questeurs       |           | Francis Geng            | Orne             | UDF    |
| Secrétaires     |           | Jean-Pierre Balligand   | Aisne            | SOC    |
| Secrétaires     |           | Jacques Blanc           | Lozère           | UDF    |
| Secrétaires     |           | Jean-Michel Boucheron   | Charente         | SOC    |
| Secrétaires     |           | Bruno Bourg-Broc        | Marne            | RPR    |
| Secrétaires     |           | Benjamin Brial          | Wallis-et-Futuna | RPR    |
| Secrétaires     |           | Yvon Briant             | Val-d'Oise       | NI     |
| Secrétaires     |           | Bruno Gollnisch         | Rhône            | FN-RN  |
| Secrétaires     |           | Marie-France Lecuir     | Val-d'Oise       | SOC    |
| Secrétaires     |           | Pierre Mauger           | Vendée           | RPR    |
| Secrétaires     |           | Monique Papon           | Loire-Atlantique | UDF    |
| Secrétaires     |           | Gilles de Robien        | Somme            | UDF    |
| Secrétaires     |           | Jean-Paul Virapoullé    | Réunion          | UDF    |

## Rôle
Le Bureau est compétent sur :
- le régime d’autorisation des mesures judiciaires restrictives ou privatives de liberté (article 26 de la Constitution)[1] telles les levées de l'immunité d'un parlementaire[7] ;
- la responsabilité de se constituer en Bureau du Congrès en cas de réunion de celui-ci aux fins de révision constitutionnelle (article 89 de la Constitution) ;
- le contrôle des incompatibilités avec le mandat parlementaire, telles qu’elles sont prévues par le code électoral (article L.O. 151-2 du code électoral)[1] ;
- les modalités de rattachement des élus aux formations et groupements politiques éligibles pour la répartition de l’aide publique, telles qu’elles résultent des lois sur le financement de la vie politique (article 9 de la loi no 88-227 du 11 mars 1988)[1] ;
- la détermination des règles en matière de prévention et de traitement des conflits d'intérêts (loi n° 2013-906 du 11 octobre 2013), ces règles devant être arrêtées après consultation de l’organe chargé de la déontologie parlementaire ; par ailleurs, la loi attribue au Bureau la charge de veiller au respect et au contrôle de ces règles de déontologie[1]
- sur proposition du président et avec l'accord d'au moins un groupe d'opposition, il nomme le Déontologue de l’Assemblée nationale[1]

Le Président et par délégation ses vice-présidents organisent les débats en séance publique. Le Bureau peut prononcer des sanctions contre des députés (rappel à l’ordre ; rappel à l’ordre avec inscription au procès-verbal ; censure ; censure avec exclusion temporaire).
Si la Constitution ne mentionne qu’incidemment le Bureau de l’Assemblée nationale (à propos de l'application des articles 26 et 89), le Bureau détient, soit directement, soit par délégation de pouvoirs accordés à certains de ses membres, une compétence générale sur l’organisation et le fonctionnement interne de l’Assemblée édictée par l’article 14, alinéa premier, du Règlement de l'Assemblée nationale : « Le Bureau a tous pouvoirs pour régler les délibérations de l’Assemblée et pour organiser et diriger tous les services ». Ainsi :
- il arrête le Règlement intérieur qui fixe l’organisation, les attributions et le fonctionnement des services de l’Assemblée ;
- il précise les modalités d’application, d’interprétation et d’exécution de ce Règlement intérieur par les différents services ;
- il fixe le statut, le régime de retraite et de sécurité sociale du personnel et les rapports entre l’administration de l’Assemblée et les organisations professionnelles du personnel ;
- il nomme ainsi les secrétaires généraux, les directeurs généraux et les directeurs de service ;
- les questeurs présentent chaque année les prévisions budgétaires de l’Assemblée et rendent compte au Bureau des principales décisions relevant des aspects matériels du statut du personnel ou des moyens mis à la disposition des députés et des organes de l’Assemblée.
- le Bureau agrée, sur rapport de sa délégation compétente, les groupes d’études admis à se constituer au sein de l’Assemblée nationale.
- il coordonne les activités internationales de l’Assemblée.
- il a autorité sur les conditions de production, de diffusion et de distribution de la relation audiovisuelle des débats.